# Farben Lehre
Farben Lehre ist eine polnische Punkrock-Gruppe aus Płock. Sie wurde 1986 auf Initiative von Wojciech Wojda gegründet, der bis heute das einzige dauerhafte Bandmitglied ist.

## Geschichte
Ihren Durchbruch in Polen erlangte die Band mit ihrem Auftritt beim Festival in Jarocin 1990, auf dem sie einer der Preisträger waren. Ihr erstes Album „Bez pokory“ (deutsch: ohne Demut) erschien 1991. Seitdem haben Farben Lehre mehr als ein Dutzend Studioalben herausgebracht, ihr letztes Album „Na zdrowie“ veröffentlichten sie im März 2023. Die Gruppe war Vorband von Die Toten Hosen auf deren Friss oder stirb Tour im Jahr 2004.
Farben Lehre zählt zu den bekanntesten Punkrock-Bands in Polen, jedes Jahr spielen sie an die 100 Konzerte im ganzen Land. Auch in Deutschland, Österreich und der Ukraine treten sie auf Festivals und in kleineren Clubs auf.

## Diskografie

### Studioalben
- 1991 – Bez pokory
- 1993 – My maszyny
- 1995 – Nierealne ogniska
- 1995 – Insekty
- 1996 – Zdrada
- 1996 – Garażówka
- 2001 – Atomowe zabawki
- 2003 – Pozytywka
- 2005 – Farbenheit
- 2008 – Snukraina
- 2009 – Ferajna
- 2012 – Achtung 2012
- 2013 – Projekt Punk
- 2018 – Stacja Wolność
- 2021 – Pieśni XX wieku
- 2023 – Na zdrowie

### Kompilationen
- 2001 – Wiecznie młodzi
- 2003 – Bez pokory/My maszyny (Neuveröffentlichung mit gekürzter Version von Garażówka)
- 2004 – Insekty/Zdrada (Neuveröffentlichung mit gekürzter Version von Samo życie)
- 2006 – Farben Lehre
- 2011 – Best of the Best (mit Neuauflage von Samo życie)
- 2013 – Mitwirkung beim Dritte-Wahl-Tribute-Album  25 Jahre – 25 Bands
- 2016 – XXX
- 2017 – Farben Lehre / the Analogs (split winyl)
- 2017 – Bursztynowa kolekcja
- 2021 – Farben Lehre / Sexbomba (split winyl)

### Livealben
- 1994 – Samo życie (MC)
- 2008 – Przystanek Woodstock 2006 (DVD)
- 2009 – PRlive – Wrocław 2008 (DVD)
- 2014 – Projekt Punk – Przystanek Woodstock 2013 (DVD)
- 2015 – Live in Fonobar, 9.10.2009 (DVD)
- 2016 – Trzy Dekady, 11.9.2016 (DVD)
- 2021 – Akustycznie, 26.3.2021 (DVD)